# Crash (Ballard)
Crash é um romance do autor inglês J. G. Ballard, publicado pela primeira vez em 1973 com capa desenhada por Bill Botten. É sobre um grupo de fetichistas por acidentes de carro (sinforofílicos) que se excitam sexualmente ao encenar e participar de acidentes de carro, inspirados nos famosos acidentes de celebridades. O romance foi lançado e teve uma recepção crítica dividida, com muitos críticos horrorizados com seu conteúdo provocativo. Foi adaptado em um filme polêmico de 1996, com o mesmo nome, por David Cronenberg.

## Sinopse
A história é contada pelos olhos do narrador James Ballard, nome dado em homenagem ao próprio autor, mas é centrada na figura tenebrosa do Dr. Robert Vaughan, um ex-cientista da TV que se tornou o "anjo do pesadelo das estradas". James conhece Vaughan após ter sofrido um acidente de carro perto do aeroporto de Londres. Ao redor de Vaughan, há um grupo de pessoas, todas elas ex-vítimas de acidentes, que o acompanham em sua busca por reencenar os acidentes de celebridades de Hollywood, como Jayne Mansfield e James Dean, a fim de experimentar o que o narrador chama de "uma nova sexualidade, nascida de uma tecnologia perversa". A maior fantasia de Vaughan é morrer em uma colisão frontal com a estrela de cinema Elizabeth Taylor.

## Recepção da crítica
O romance recebeu críticas variadas quando foi publicado originalmente. O leitor de uma editora deu o veredicto: "Este autor está além da ajuda psiquiátrica. Não publique!" Uma crítica de 1973 no The New York Times ficou igualmente horrorizada: "Crash é, sem dúvida, o livro mais repulsivo com o qual já me deparei." Entretanto, uma avaliação retrospectiva atual, considera Crash uma das melhores e mais desafiadoras obras de Ballard. Reavaliando Crash no The Guardian, Zadie Smith escreveu: "Crash é um livro existencial sobre como todo mundo usa tudo. Como tudo usa todos. E, no entanto, não é uma visão sem esperança". Sobre o legado de Ballard, ela escreve: "Na obra de Ballard, há sempre essa mistura de pavor e entusiasmo futurista, um ponto ideal onde a distopia e a utopia convergem. Pois não podemos dizer que não conseguimos exatamente aquilo com que sonhamos, aquilo que sempre desejamos tanto." Os trabalhos de J.G. Ballard na biblioteca britânica incluem dois rascunhos revisados de Crash (MS 88938/3/8). Os trechos digitalizados dos rascunhos de Ballard estão incluídos em Crash: The Collector's Edition (Crash: A Edição de Colecionador), ed. Chris Beckett.

## Interpretação
"Ao longo de Crash, usei o carro não apenas como uma imagem sexual, mas como uma metáfora total da vida do homem na sociedade atual. Dessa forma, o romance tem um papel político, independentemente de seu conteúdo sexual, mas ainda gostaria de pensar que Crash é o primeiro romance pornográfico baseado em tecnologia. Em um certo sentido, a pornografia é a forma mais política de ficção, lidando com o modo como usamos e exploramos uns aos outros da maneira mais urgente e implacável. Não é preciso dizer que o papel final de Crash é de advertência, um alerta contra esse reino brutal, erótico e super literal que nos chama cada vez mais persuasivamente das margens do cenário tecnológico." - J. Ballard, Crash.
Crash tem sido difícil de caracterizar como um romance. Em alguns momentos de sua carreira, Ballard afirmou que Crash era um "um conto de advertência", uma opinião da qual ele se arrependeria mais tarde, afirmando que é de fato "um hino psicopata. Mas é um hino psicopata que tem razão de ser". Da mesma forma, Ballard o caracterizou anteriormente como um livro de ficção científica, uma abordagem que ele retomaria mais tarde. Jean Baudrillard escreveu uma análise de Crash em Simulacros e Simulação, na qual o declarou "o primeiro grande romance do universo da simulação". Ele observou como o fetiche na história confunde a funcionalidade dos automóveis com a do corpo humano e como os ferimentos dos personagens e os danos aos veículos são usados como equivalentes. Para ele, a hiperfuncionalidade leva à disfunção na história. As citações foram usadas extensivamente para ilustrar que a linguagem do romance emprega termos simples mecânicos para as peças do automóvel e linguagem médica apropriada para os órgãos e atos sexuais humanos. A história é interpretada mostrando uma fusão entre tecnologia, sexualidade e morte, e ele argumentou ainda que o personagem de Vaughan tira e guarda fotos dos acidentes de carro e dos corpos mutilados envolvidos. Baudrillard afirmou que não há julgamento moral sobre os eventos do romance, mas que o próprio Ballard pretendia que fosse um alerta contra uma tendência cultural. A história pode ser classificada como distópica.